# Texas Instruments

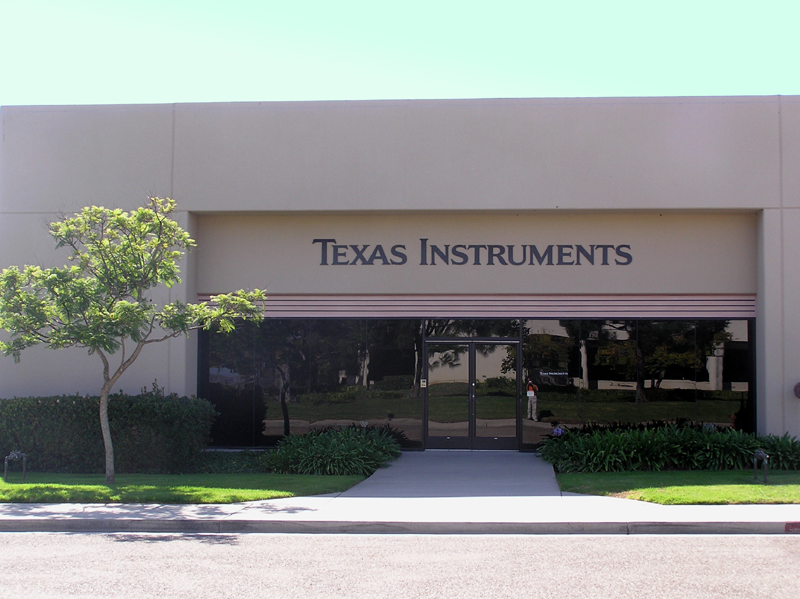
kantoor van TI in Goleta, Californië

Texas Instruments (TI) is een Amerikaanse producent van halfgeleider- en computertechnologie uit Dallas in Texas.

## Activiteiten
Texas Instruments en al zijn afdelingen maken allerlei soorten elektronica, waaronder rekenmachines, mobiele telefoonchips, modems en digitale camera's. Ook maakt TI processors voor tablets. Ruim de helft van de omzet wordt behaald met verkopen aan de industriële sector en de automobielindustrie. Het omzetaandeel van de communicatie industrie is maar zo'n 10%.
In 2019 had het bedrijf een jaaromzet van meer dan 14 miljard dollar. Het is zeer winstgevend. Er werkten in 2019 zo'n 30.000 mensen voor het bedrijf, waarvan iets meer dan de helft in Azië. TI heeft in meer dan 30 landen vestigingen voor de ontwikkeling, productie of de verkoop van producten. Jaarlijks wordt ongeveer 10% van de omzet besteed aan R&D.

## Geschiedenis
In 1930 werd Geophysical Service Incorporated (GSI) opgericht als een olie- en gasmaatschappij.
Op 6 december 1941 namen Cecil H. Green, J. Erik Jonsson, Eugene McDermott en Patrick E. Haggerty het bedrijf over. Tijdens de Tweede Wereldoorlog maakte GSI elektronica onderdelen voor detectieapparatuur voor de opsporing van onderzeeërs door het Amerikaanse leger. Na 1951 stopte het bedrijf met de productie van elektronica voor het Amerikaanse leger. De naam werd in 1951 ook veranderd; van Geophysical Service Incorporated (GSI) naar Texas Instruments (TI).
Het bedrijf speelde een belangrijke rol bij de ontwikkeling van de personal computer en de zakrekenmachine. In 1954 wordt de siliciumtransistor uitgevonden en onderzoeker Jack Kilby ontwikkelde in 1958 de geïntegreerde schakeling, de chip. Deze maakte het mogelijk om tot handzame computers en rekenmachines te komen. TI richt zich vooral op technologische innovaties.
Tot 1997 maakte het bedrijf ook computers; de Texas Instruments TI-99/4A was bijvoorbeeld een van de eerste homecomputers die voor de consumentenmarkt geproduceerd werd door TI. De computerafdeling werd in dat jaar overgenomen door Acer.
In 2011 nam Texas Instruments de Amerikaanse chipfabrikant National Semiconductor over voor een bedrag van 6,5 miljard dollar.